# Necil Kazım Akses
Necil Kazım Akses (né à Constantinople (Empire ottoman) le 6 mai 1908 et mort à Ankara 16 février 1999), est un compositeur turc.

## Biographie
Akses a étudié la musique et la composition à la Musikakademie de Vienne avec Joseph Marx et au Conservatoire de Prague avec Josef Suk et Alois Hába. Il a aidé cofonder le Conservatoire d'État d'Ankara (en) avec le compositeur Paul Hindemith et a servi comme directeur de cet établissement pendant un certain temps.
En collaboration avec Cemal Resit Rey (en), Ulvi Cemal Erkin, Ahmet Adnan Saygun et Hasan Ferit Alnar, Akses appartenait à un groupe appelé Les Cinq Turcs (en), qui ont été les premiers compositeurs turcs à adapter la tradition musicale de leur patrie aux techniques de composition classique occidentale (leur nom fait allusion au Groupe des Cinq russes.).
En 1949, Akses est entré au service de l'État turc. Il a travaillé en tant qu'attaché culturel de Turquie à Berne et Bonn, entre autres postes.
Akses a composé des œuvres pour l'orchestre, de la musique de chambre, et des pièces pour piano. Son œuvre la plus célèbre est son concerto pour violon (1969).

## Œuvres

### Opéras
- "Mete" (Opéra en un acte) (livret : Yaşar Nabi Nayır) (1933)
- "Bay önder" (Opéra en un acte) (livret: Münir Hayri Egeli) (1934) (création : 27 décembre 1934-Ankara-Chef d'orchestre : Adnan Saygun)
- "Timur" (Opéra en quatre actes) (livret: Behçet Kemal Çağlar) (incomplet) (1956)
- "MİMAR SİNAN" (Opéra) (livret: Necdet Aydın et Necil Kâzım Akses (premier acte achevé) (années 1980)

### Orchestre
- Poem (1932–33) (création 29 octobre 1933-Prague)
- A Summer Remembrance Morning on the Bosphorus (1932–33) (création 29 octobre 1933-Prague)
- "Çiftetelli" Op. 6 (Symphonic Dance) (1933) (création 1934-Prague)
- "Bayönder Suite" tirée de l'opéra "Bayönder" (1934)
- "The Citadel of Ankara" – Poème Symphonique - (1938–1942) Ankara Publication du Conservatoire d'État (création: octobre 1942-Ankara-PSO*-E. Praetorius)
- "Ballade" (1947) (Publication du Conservatoire d'État nº55) (création : 14 avril 1948-Ankara-PSO-Ferid Alnar)
- "Two Antique Dances" (orchestrel version) (23 mai 1962) (Publication du Conservatoire d'État no 40) (création: 25 novembre 1969-Ankara-PSO-Hikmet Şimşek)
- Symphonie no 1 (1966) (Publication du Conservatoire d'État) (création: 10 novembre 1967-Ankara-PSO-Gothod Ephraim Lessing)
- Scherzo on Itri’s Neva Kâr (1970) (création: 25 décembre 1970-Ankara-PSO-Hikmet Şimşek)
- " ‘Sesleniş’(Calling) pour le 50e Anniversaire de la République Turque" (1973) (création : 27 octobre 1973-Ankara-PSO-Hikmet Şimşek)
- Concerto pour Orchestre (1976–1977) (création: 1er avril 1977-Ankara-PSO-Otakar Trhlik)
- Symphonie no 2 (pour orchestre à cordes) (1978) (Private Publication)(création: 4 février 1997-Aşkabad-Türkmenistan-Orkestra "SAZ"-Muhammed Nazer Mommadov)
- Symphonie no 3 (1979–1980) (création: 2 mai 1980-Ankara-PSO-Gürer Aykal)
- "War pour Peace-To the memory of Atatürk" (Poème Symphonique) (1981 création : 26 mars 1982-Ankara-PSO-Gürer Aykal)
- Symphonie no 4 "Sinfonia Romanesca Fantasia" (pour violoncelle solo et orchestre) (1982–1984) (création: 9 janvier 1987-Ankara-Ali DOĞAN-PSO-Rengim Gökmen)
- Symphonie no 5 "Thus spoke Atatürk" / "Sinfonia Rhetorica" (Rhetoric symphony pour ténor solo, chœur, chœur d'enfants, orgue et orchestre) (1988) (création : 26 octobre 1989-İstanbul-IDSO-Rengim Gökmen)
- Symphonie no 6 "Ölümsüz Kahramanlar" (Immortal Heroes) (pour baryton solo, chœur et grand orchestre) (premier mouvement achevé) (1992)

### Musique Vocale
Voix et orchestre
- "Poetry et Music" (pour baryton-basse et orchestre) (1935) (Publication du Conservatoire d'État nº49)
- Symphonic Epic "For the 50th Year of Our Republic" (pour soprano solo, chœur et orchestre) (1973) (Publication du Conservatoire d'État)
- "Parade of Soloists" (from the opera "Timur") (pour soprano, mezzo-soprano, baryton et orchestre) (1974)
- "Lyric Poem from A Divan" (pour ténor solo et orchestre) (1976) (création: 24 décembre 1976-Ankara-Osman Gökoğlu- PSO - Gürer Aykal)

Voix et piano
- "Portraits I" (pour voix et piano) (1964) (Publication du Conservatoire d'État nº 30)
- "Music pour Poems"/Portraits II (pour voix et piano) (1975) Publication du Conservatoire d'État nº 75
- No or yes? (Lied) (pour voix et piano) (1988)

### Instrument soliste et orchestre
- "Poem" (pour violoncelle solo et orchestre) (1946) (Publication du Conservatoire d'État no 25) (création : 29 juin 1946-Ankara-Antonio Saldarelli-PSO-Ferid Alnar)
- Concerto pour violon (1969) (Publication du Conservatoire d'État) (création: 5 mai 1972-Ankara-Suna Kan-PSO-Gothod Ephraim Lessing)
- Concerto pour alto (1977) (création : 14 avril 1978-Ankara Koral Çalgan-PSO-Tadeusz Strugala)
- "Idyll" (pour violoncelle et orchestre) (1981) (création 20 mars 1981-Ankara-Doğan Cangal-PSO-Gürer Aykal)

### Musique de chambre
- "Allegro Feroce" (pour clarinette/saxophone et piano) (1930) (Universal Edition Publication nº 10.024) (création : 5 mai 1931-Vienne) (Friedrich Wildans-Friedrich Statzer)
- Introduction et Fugue pour quatuor à cordes (1930–31) (création : Vienne-5 mai 1931-The Rothschild Quartet)
- "Allegro Feroce" (version alto et piano)
- "Poème" (pour violon et piano) (1930) (création : 5 mai 1931-Vienne-Christa Richter (violin)-Friedrich Statzer (piano)
- Sonate pour flûte et piano (1933) (Jorj D.Papajorjiu Publication no 64. création : 13 juin 1934 Prague-Karel Neoproud-Flute-Karel Reiner-Piano)
- "Three Poems" (pour mezzo-soprano et quatuor à cordes) (1933)
- Trio pour cordes (1945) (Publication du Conservatoire d'État no 43)
- Quatuor à cordes nº 1 (1946) (Publication du Conservatoire d'État no 21) création: 26 septembre 1947-Prague-Çeskoslovenska Quartet)
- Quatuor à cordes nº 2 "Elegy" (1971) (création : 28 octobre 1974-İstanbul-Vienne Soloists)
- Quatuor à cordes nº 3 (1979) (création : 1979-TRT studio recording- Yücelen Quartet)
- Quatuor à cordes nº 4 (1990) (création : 23 octobre 1991 – Düsseldorf-Yücelen String Quartet)

### Piano
- Préludes et Fugues (pour piano) (1929)
- Turkish Invention (pour piano)
- Five Piano Pieces (1930) Universal Edition UN 9625 publication)
- Piano Sonata (1930) (Jorj D.Papajorjiu Publication no 73 (création : 5 mai 1931-Vienne : Friedrich Statzer)
- "Miniatures" (pour piano) (Jorj D.Papajorjiu Publication no 80) (1936)
- Two Antique Dances (version piano)
- Ten piano pieces (1964) (Publication du Conservatoire d'État d'Ankara no 29)

### Instrument seul
- "Capriccio" (pour alto solo) (mai 1978) (création : 30 avril 1979-Ankara-Koral Çalgan)
- "Sad Melody" (pour alto solo) (23 avril 1984)

### Chœurs
- Folk Songs (Harmonized) (1936)
- A cappella chorus compositions (1947) (Publication du Conservatoire d'État no 23)
- Ten Folk Songs(Harmonisé pour chœur mixte a cappella) (1964) (Publication du Conservatoire d'État no 33) (création de certains -1964-Ankara State Opera Chorus-Ferit TÜZÜN)
- Poets Devoted to İstanbul (pour chœur polyphonique a cappella) (1983) (création : la même année, TRT Ankara Polyphonic Chorus-Walter Strauss-Studio recording)

### Marches
- Conservatory March (avec Ulvi Cemal Erkin) – (pour chœur et orchestre) (1940)
- Boy Scout March (pour chœur et orchestre)
- Turkey (marche pour chœur et orchestre)
- March for the 50th Anniversary of the Republic (pour chœur et orchestre) (1973) (création : 1973-PSO-Hikmet Şimşek)

### Musique de scène
- Musique de scène pour "Julius Caesar" de Shakespeare (pour instruments à vent) (1942)
- Musique de scène pour "Antigone" de Sophocle (pour instruments à vent) (1942)
- Musique de scène pour "King Oidipus" de Sophocle (pour instruments à vent et chœur de femmes) (avril 1943)

## Distinctions
- Croix d'officier de l'ordre du Mérite